# Bofete
Bofete este un oraș în São Paulo (SP), Brazilia.

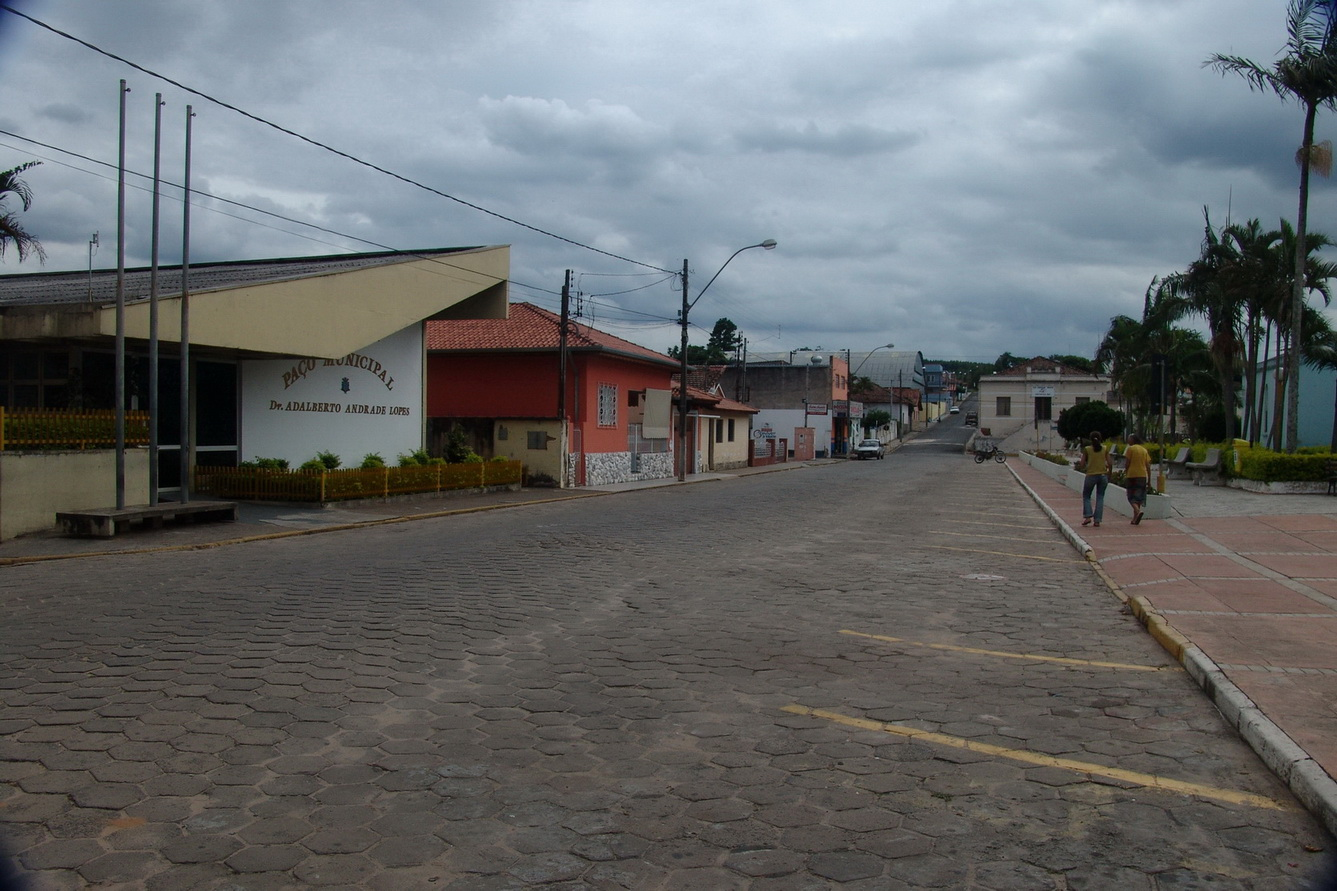
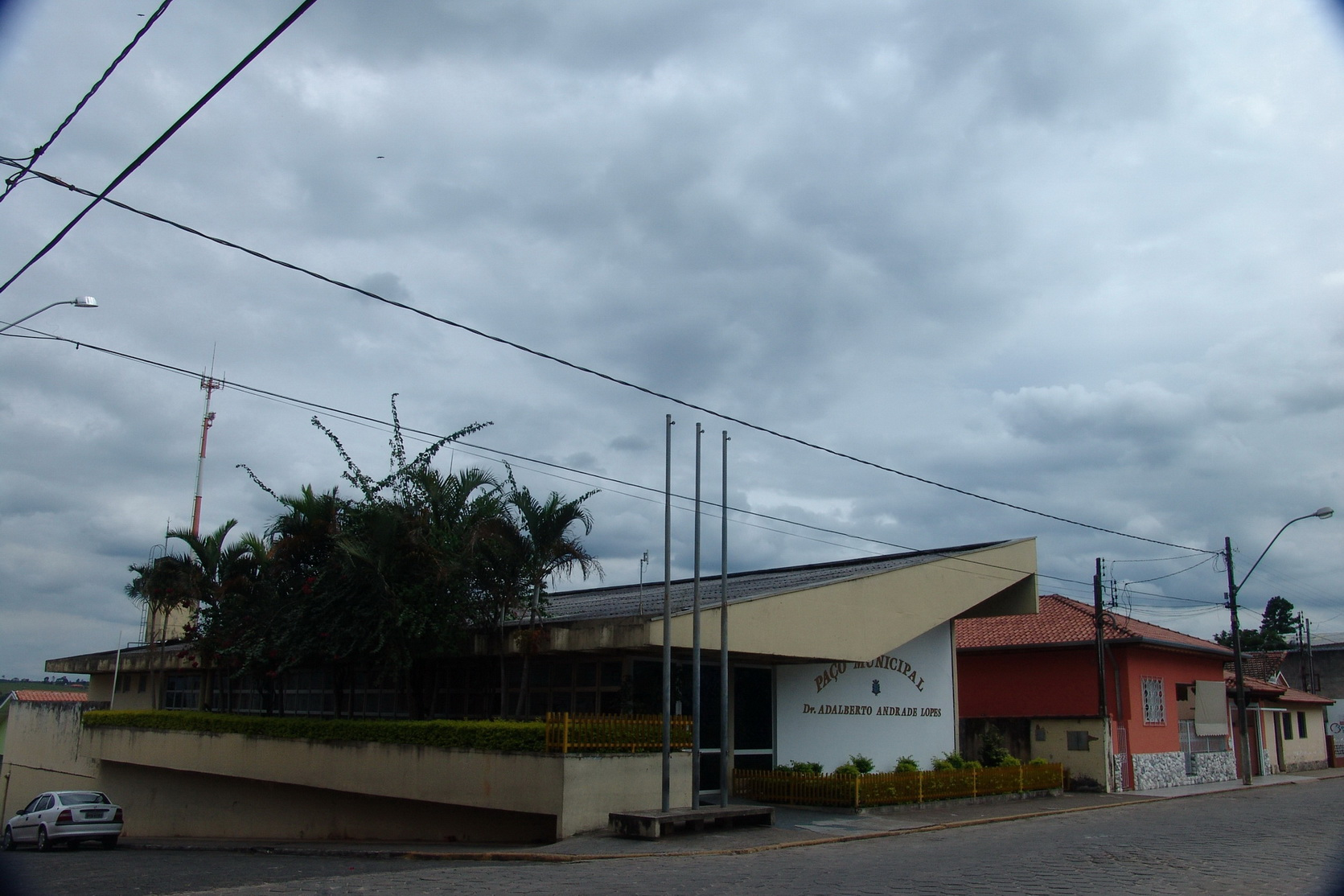
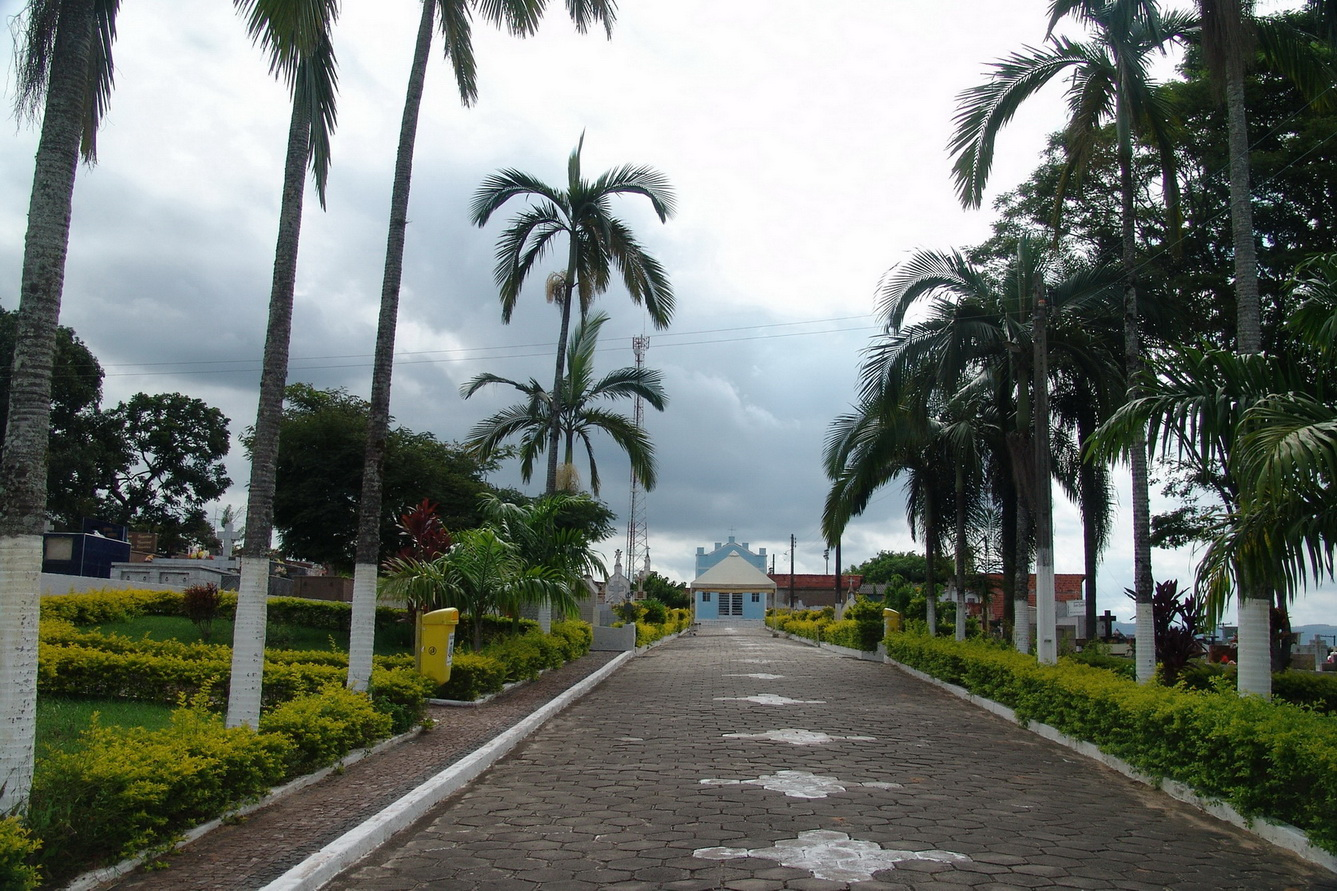
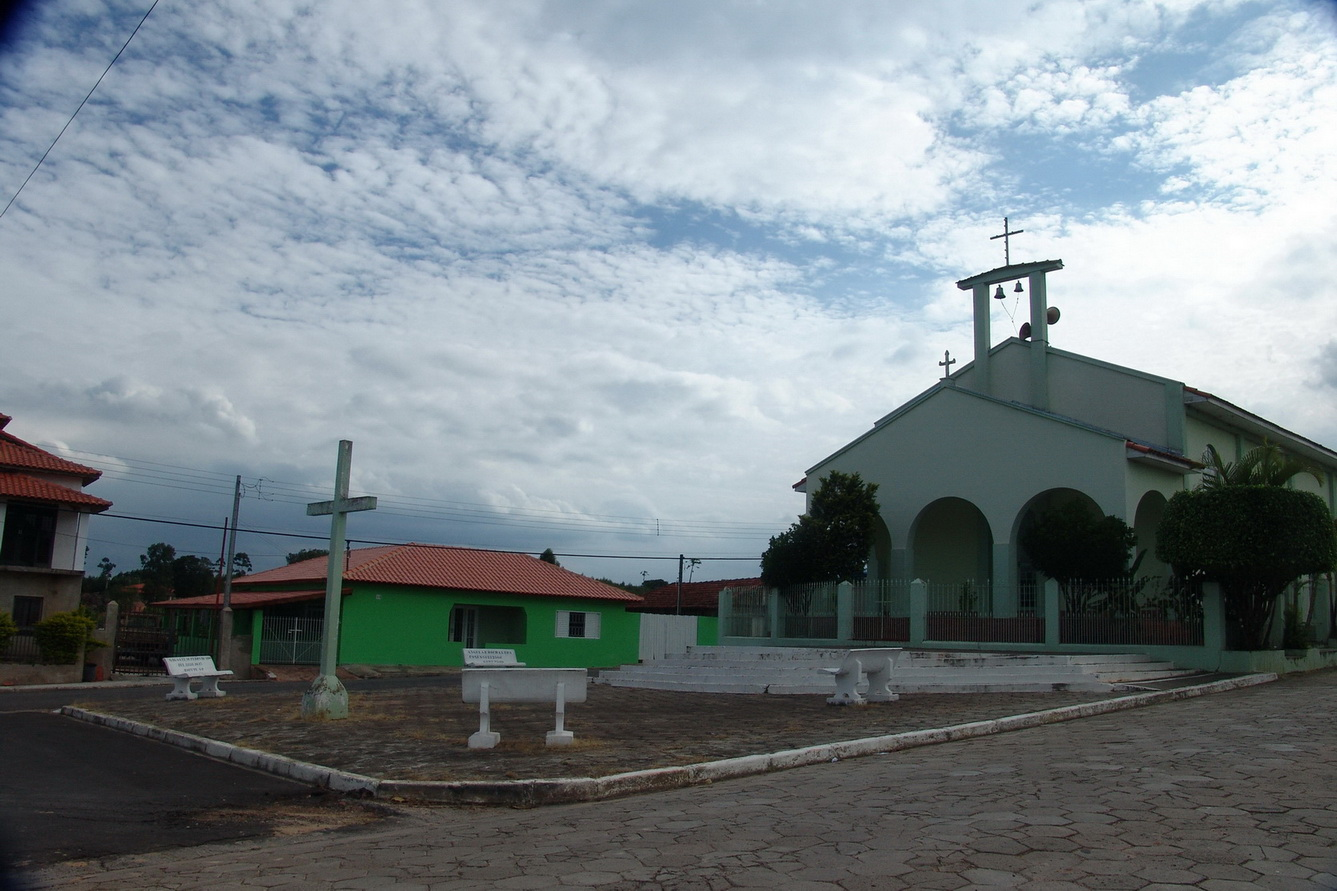
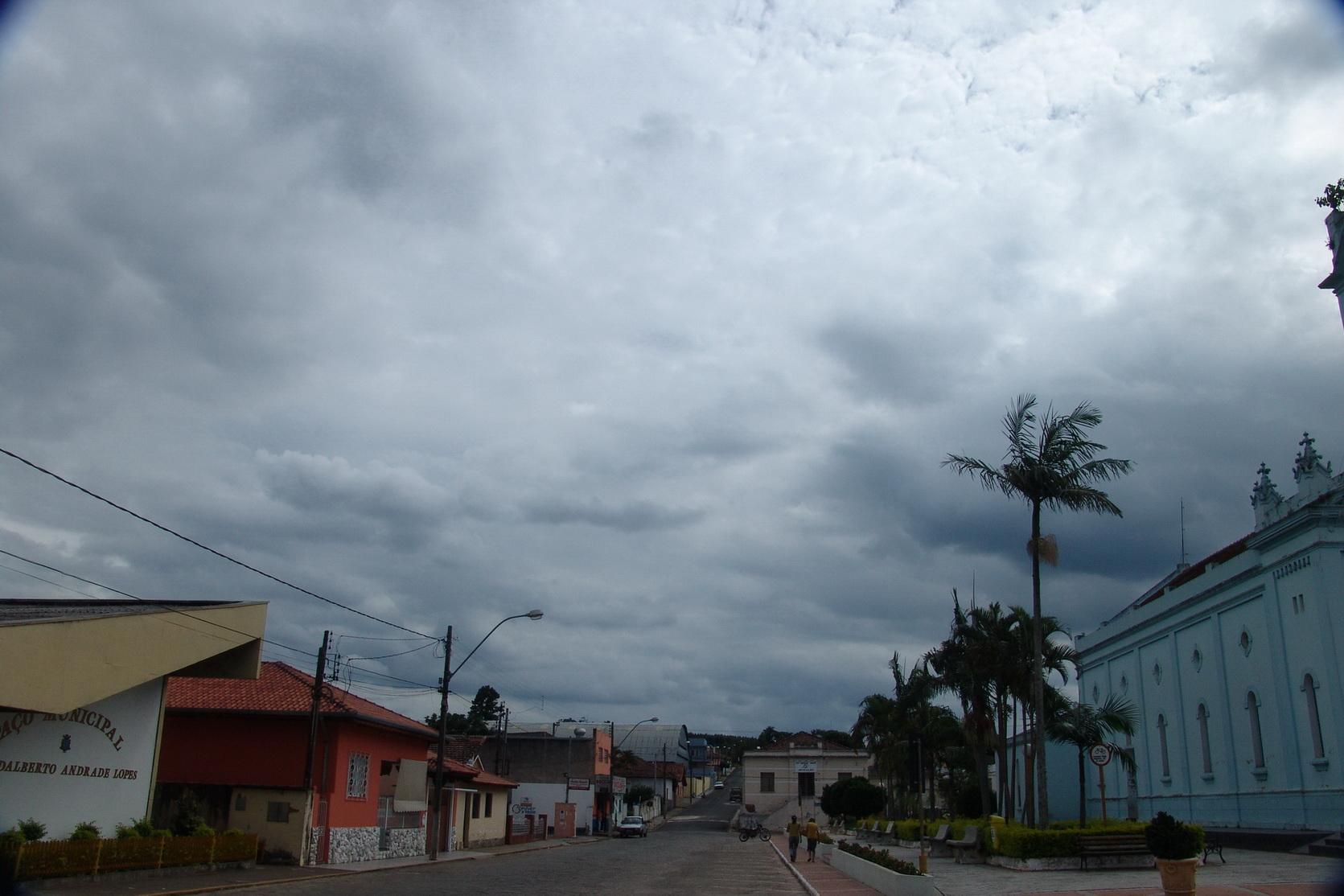